# Семень (гміна)
Гміна Семень (пол. Gmina Siemień) — сільська гміна у східній Польщі. Належить до Парчівського повіту Люблінського воєводства.
Станом на 31 грудня 2011 у гміні проживало 4834 особи.

## Площа
Згідно з даними за 2007 рік площа гміни становила 110.93 км², у тому числі:
- орні землі: 73.00%
- ліси: 12.00%

Таким чином, площа гміни становить 11.64% площі повіту.

## Населення
Станом на 31 грудня 2011:
| Опис     | Загалом | Загалом | Чоловіки | Чоловіки | Жінки | Жінки |
| -------- | ------- | ------- | -------- | -------- | ----- | ----- |
| одиниця  | осіб    | %       | осіб     | %        | осіб  | %     |
| все      | 4834    | 100     | 2415     | 49.96    | 2419  | 50.04 |
| міське   | 0       | 100     | 0        |          | 0     |       |
| сільське | 4834    | 100     | 2415     | 49.96    | 2419  | 50.04 |

## Сусідні гміни
Гміна Семень межує з такими гмінами: Вогинь, Мілянув, Недзьв'яда, Острувек, Парчів, Чемерники.